# 冯孝慈
冯孝慈（6世纪—613年），隋朝将领。
冯孝慈在隋文帝时担任代州司马。604年，汉王杨谅作乱，派乔钟葵率领三万精兵进攻代州，代州总管李景手下代州司马冯孝慈、司法吕玉都骁勇善战，仪同三司侯莫陈乂富于谋略策划，擅长防御坚守的战斗。李景这三人充分信任，击退了乔钟葵。607年，铁勒入侵隋朝边界，隋炀帝派将军冯孝慈率军出敦煌阻击铁勒，出师不利，但铁勒即遣使谢罪，请降，隋炀帝于是命裴矩去招抚。613年十一月初九，右候卫将军冯孝慈在清河讨伐张金称，冯孝慈兵败身亡。